# Prezydent Ukrainy
Prezydent Ukrainy (ukr. Президент України, Prezydent Ukrajiny) – głowa państwa Ukrainy. Na mocy Rozdziału V Konstytucji Ukrainy jest najwyższym przedstawicielem władz, gwarantem suwerenności państwa, integralności terytorialnej Ukrainy, przestrzegania Konstytucji Ukrainy oraz praw i wolności człowieka i obywatela, najwyższym organem państwa w zakresie władzy wykonawczej, Najwyższym Głównodowodzącym Sił Zbrojnych Ukrainy.
Prezydent jest wybierany na pięcioletnią kadencję i może być ponownie wybrany tylko raz.
Tytuł Prezydenta Ukrainy jest dożywotni.

## Wybór prezydenta

### Kandydat
Kandydatem na prezydenta może zostać osoba, która:
- jest obywatelem Ukrainy,
- posiada czynne prawo wyborcze,
- włada językiem ukraińskim,
- w dniu wyborów ma ukończone 35 lat,
- mieszka od co najmniej 10 lat na terytorium Ukrainy.

Kandydatem nie może natomiast zostać:
- prezydent, którego kadencja została skrócona przedterminowo[3],
- prezydent, który został wybrany na drugą kadencję[2][4].

### Wybory
Prezydent wybierany jest w równym, tajnym, powszechnym i bezpośrednim głosowaniu. Wybory mogą być zwyczajne, nadzwyczajne i powtórzone.
Wybory ogłaszane są przez Radę Najwyższą Ukrainy najpóźniej sto dni przed dniem głosowania, a proces zgłaszania kandydatur i kampanii wyborczej rozpoczynają się 10 dni później. Wybory odbywają się w ostatnią niedzielę marca piątego roku kadencji. W przypadku wyborów nadzwyczajnych, odbywają się one w ostatnią niedzielę przed upływem 90 dni od dnia ogłoszenia skrócenia kadencji. Wybory mogą zostać również powtórzone i odbywają się one w ostatnią niedzielę przed upływem 90 dni od dnia od dnia ich rozpisania.

### Przysięga
Zgodnie z art. 104 Konstytucji prezydent elekt obejmuje urząd w chwili złożenia przysięgi narodowi, co musi nastąpić w ciągu 30 dni od urzędowego ogłoszenia wyników wyborów zwyczajnych i w ciągu 5 dni po urzędowym ogłoszeniu wyników wyborów przedterminowych (nadzwyczajne i powtórzone) Nowo wybrany prezydent składa przysięgę na uroczystym posiedzeniu Rady Najwyższej Ukrainy, na ręce Przewodniczącego Sądu Konstytucyjnego Ukrainy o następującej treści:
Ja (imię i nazwisko), wybrany wolą narodu na Prezydenta Ukrainy obejmując ten wysoki urząd uroczyście przysięgam wierność Ukrainie. Zobowiązuję się wszystkimi swoimi czynami bronić suwerenności i niezawisłości Ukrainy, działać dla dobra Ojczyzny i dla pomyślności ludu ukraińskiego, bronić praw i wolności obywatela, przestrzegać Konstytucji i praw Ukrainy, wykonywać swoje obowiązki w interesie wszystkich rodaków, umacniać autorytet Ukrainy w świecie
Podczas składania przysięgi prezydent elekt trzyma rękę na Konstytucji Ukrainy i Ewangeliarzu peresopnickim, który uznawany jest za skarb narodowy Ukrainy.

## Uprawnienia

### Uprawnienia wobec narodu
- wygłasza orędzie do narodu[9],
- zarządza referendum ogólnoukraińskie zatwierdzającego ustawę o zmianie Konstytucji uchwaloną przez Radę Najwyższą Ukrainy, jeżeli dotyczy ona zmiany przepisów rozdziału I, III lub XIII Konstytucji[10][11],
- zarządza referendum ogólnoukraińskie z inicjatywy obywateli[10].

### Uprawnienia wobec władzy ustawodawczej
- zwraca się z corocznymi oraz nadzwyczajnymi orędziami o stanie państwa do Rady Najwyższej Ukrainy[9],
- rozwiązuje Radę Najwyższą Ukrainy[12],
- zarządza przedterminowe wybory do Rady Najwyższej Ukrainy[13],
- podpisuje ustawy[14],
- posiada prawo weta, poza poprawkami do Konstytucji[15].

### Uprawnienia wobec władzy sądowniczej
- powołuje i odwołuje Prokuratora Generalnego za zgodą Najwyższej Rady Ukrainy[16],
- powołuje i odwołuje jedną trzecią składu Sądu Konstytucyjnego Ukrainy[17],
- tworzy sądy (z kontrasygnatą premiera i odpowiedniego ministra)[18],
- stosuje prawo łaski[19].

### Uprawnienia jako organ władzy wykonawczej
Prezydent jako kierownik dyplomacji:
- desygnuje ministra spraw zagranicznych Ukrainy[20],
- reprezentuje Ukrainę w stosunkach międzynarodowych[21],
- zawiera umowy międzynarodowe[21],
- podejmuje decyzje o uznaniu państw obcych[22],
- mianuje i odwołuje szefów przedstawicielstw dyplomatycznych Ukrainy w innych państwach (z kontrasygnatą premiera i ministra)[23],
- przyjmuje listy uwierzytelniające i odwołujące akredytowanych przy nim przedstawicieli państw obcych (z kontrasygnatą premiera i ministra)[23],
- nadaje najwyższe rangi dyplomatyczne[24].

Prezydent jako Najwyższy Głównodowodzący Sił Zbrojnych Ukrainy:
- desygnuje ministra obrony Ukrainy[20],
- przedkłada Radzie Najwyższej Ukrainy wnioski odnośnie do powołania i odwołania szefa Służby Bezpieczeństwa Ukrainy[25],
- powołuje i odwołuje naczelne dowództwo Sił Zbrojnych Ukrainy[26],
- stoi na czele Rady Bezpieczeństwa Narodowego i Obrony Ukrainy, a jej postanowienia wprowadza dekretami (z kontrasygnatą premiera i ministra)[27][28],
- powołuje członków Rady Bezpieczeństwa Narodowego i Obrony Ukrainy[29],
- przedkłada Radzie Najwyższej Ukrainy wniosek o ogłoszenie stanu wojny[30],
- podejmuje decyzję o użyciu Sił Zbrojnych Ukrainy oraz innych formacji wojskowych[30],
- podejmuje zgodnie z ustawą decyzję o powszechnej albo częściowej mobilizacji i wprowadzeniu stanu wojennego na Ukrainie albo na określonych jej obszarach w razie groźby napaści lub zagrożenia niepodległości państwowej Ukrainy[31],
- nadaje najwyższe stopnie wojskowe[24].

Prezydent wobec rządu:
- przedkłada Radzie Najwyższej Ukrainy wniosek o powołanie premiera[32],
- uchyla akty wydane przez Gabinet Ministrów Ukrainy z powodu ich niezgodności z niniejszą Konstytucją, zwracając się jednocześnie do Sądu Konstytucyjnego Ukrainy z pytaniem o ich zgodność z Konstytucją[33].

Pozostałymi kompetencjami związanymi z władzą wykonawczą są:
- wydawania dekretów i rozporządzeń obowiązujących w całym kraju[34],
- powoływanie i odwoływanie połowy składu Rady Banku Narodowego Ukrainy[35],
- powoływanie i odwoływanie połowy składu Narodowej Rady Ukrainy ds. Telewizji i Radiofonii[36],
- unieważnianie aktów wydanych przez Radę Ministrów Autonomicznej Republiki Krymu[37],
- nadawanie najwyższych tytułów szczególnych oraz rang służbowych[24],
- przyznawanie odznaczeń państwowych[38],
- ustanawianie odznaczeń prezydenckich i ich nadawanie[38],
- nadawanie obywatelstwa[39],
- odbieranie obywatelstwa[39],
- przyznawanie azylu na Ukrainie[39],
- powoływanie organów doradczych i pomocniczych, zapewniających realizację konstytucyjnych uprawnień prezydenta[40].

## Opróżnienie urzędu
Urzędowanie Prezydenta Ukrainy kończy się w chwili zaprzysiężenia nowo wybranego prezydenta.
Ponadto opróżnienie urzędu może nastąpić w wyniku:
- zrzeczenia się urzędu, poprzez wygłoszenie osobiście odpowiedniego oświadczenia na posiedzeniu Rady Najwyższej Ukrainy[42],
- stwierdzenia niezdolności do wykonywania swoich uprawnień ze względu na stan zdrowia przez Radę Najwyższą Ukrainy[43],
- złożenia urzędu w trybie impeachmentu[44],
- śmierci.

Po opróżnieniu urzędu obowiązki prezydenta wypełnia Przewodniczący Rady Najwyższej Ukrainy.

## Insygnia Prezydenta Ukrainy
Insygnia Prezydenta Ukrainy – oficjalne oznaki urzędu Prezydenta Ukrainy przyjęte dekretem prezydenta z dnia 29 listopada 1999 roku.

### Proporzec
Proporzec Prezydenta Ukrainy – kwadratowy płat tkaniny barwy niebieskiej z wizerunkiem złotego trójzębu pośrodku płata, w obramowaniu wężyka ornamentu roślinnego. Proporzec obszyty jest złotymi frędzlami. Do wykonania proporca wykorzystany jest płat jedwabnej tkaniny, czyste złoto i złote nici.

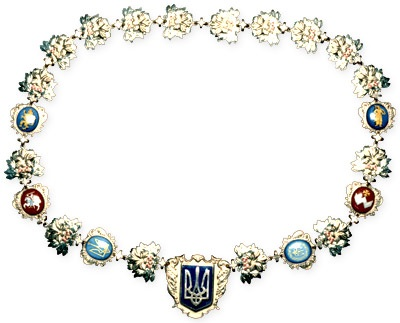

### Łańcuch
Łańcuch Prezydenta Ukrainy – to symbol prezydenta w formie łańcucha wykonanego z białego oraz żółtego złota i waży ok. 400 gramów. Składa się z emaliowanego klejnotu, 6 medalionów emaliowanych i 12 dekoracyjnych medalionów rozdzielających. Klejnot łańcucha przedstawia kartusz herbowy z herbem Ukrainy. Na emaliowanych medalionach zostały również przedstawione kartusze z herbami na owalnych tarczach. Są to godła: lew Księstwa Halicko-Wołyńskiego, Pogoń Wielkiego Księstwa Litewskiego, trójząb z pieczęci wielkiego księcia Włodzimierza, trójząb z pieczęci Ukraińskiej Republiki Ludowej, Abdank (godło rodowe hetmana Bohdana Chmielnickiego) i Kozak z muszkietem Hetmanatu i Państwa Ukraińskiego. Medaliony rozdzielające przedstawiają roślinne motywy z liśćmi kaliny.

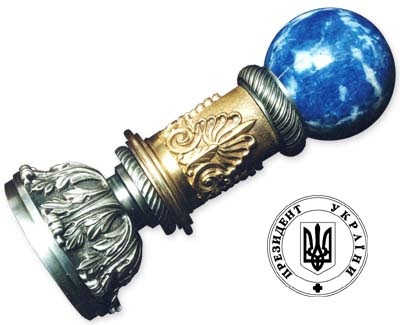

### Pieczęć
Pieczęć Prezydenta Ukrainy – okrągłą pieczęć pośrodku zawiera wizerunek herbu Ukrainy, a w otoku napis „Президент України” (ukr.: Prezydent Ukrainy). Pod herbem w otoku znajduje się stylizowany wizerunek krzyża z Orderu Księcia Jarosława Mądrego. Część dolna i środkowa pieczęci wykonana jest w całości ze srebra, dodatkowo część środkowa jest pozłacana. Pieczęć wieńczy lazurytowa kula. Kolory symbolicznie układają się zgodnie z flagą narodową. Pieczęć waży pół kilograma.

### Buława
Buława Prezydenta Ukrainy – to symbol ciągłości państwa ukraińskiego, nawiązujący do buław hetmanów kozackich. Składa się z dwóch części:
- rękojeści, w której ukryte jest ostrze, wysuwane po naciśnięciu przycisku ozdobionego szmaragdem
- jabłka wysadzanego kamieniami szlachetnymi (szmaragdami i granatami), ozdobionego wygrawerowanym napisem „Omnia revertitur” (łac.: Wszystko powraca) i zwieńczonego koroną.

Buława wykonana jest z pozłacanego srebra i waży 750 gramów. Przechowuje się ją w mahoniowej szkatułce ozdobionej pozłacanym reliefem przedstawiającym herb Ukrainy.

## Rezydencje
Oficjalną siedzibą i główną rezydencją Prezydenta Ukrainy jest Pałac Maryński w Kijowie. Ponadto Administracja Prezydenta Ukrainy dysponuje m.in.:
- Budynek Administracji Prezydenta Ukrainy przy ulicy Bankowej 11 w Kijowie,
- Dom „płaczącej wdowy” przy ulicy Luterańskiej 23 w Kijowie – używany do przyjmowania zagranicznych delegacji,
- Dom z chimerami – rezydencja używana do oficjalnych i dyplomatycznych przyjęć,
- Pałac Potockich we Lwowie – lwowska rezydencja Prezydenta Ukrainy